# Meerstad (Groningen)

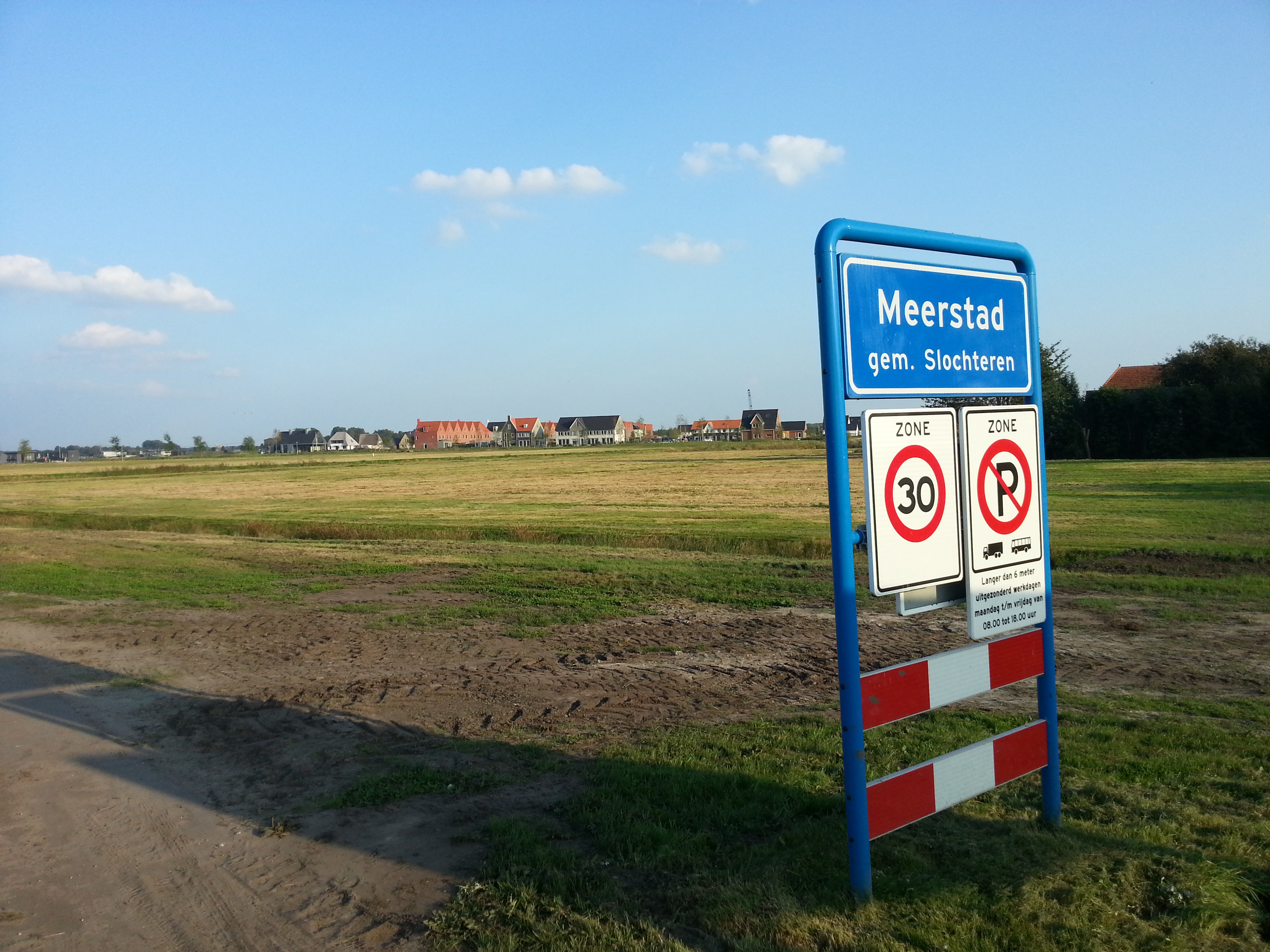
Plaatsnaambord van Meerstad aan de Driemerenweg met op de achtergrond de buurt Meeroevers.

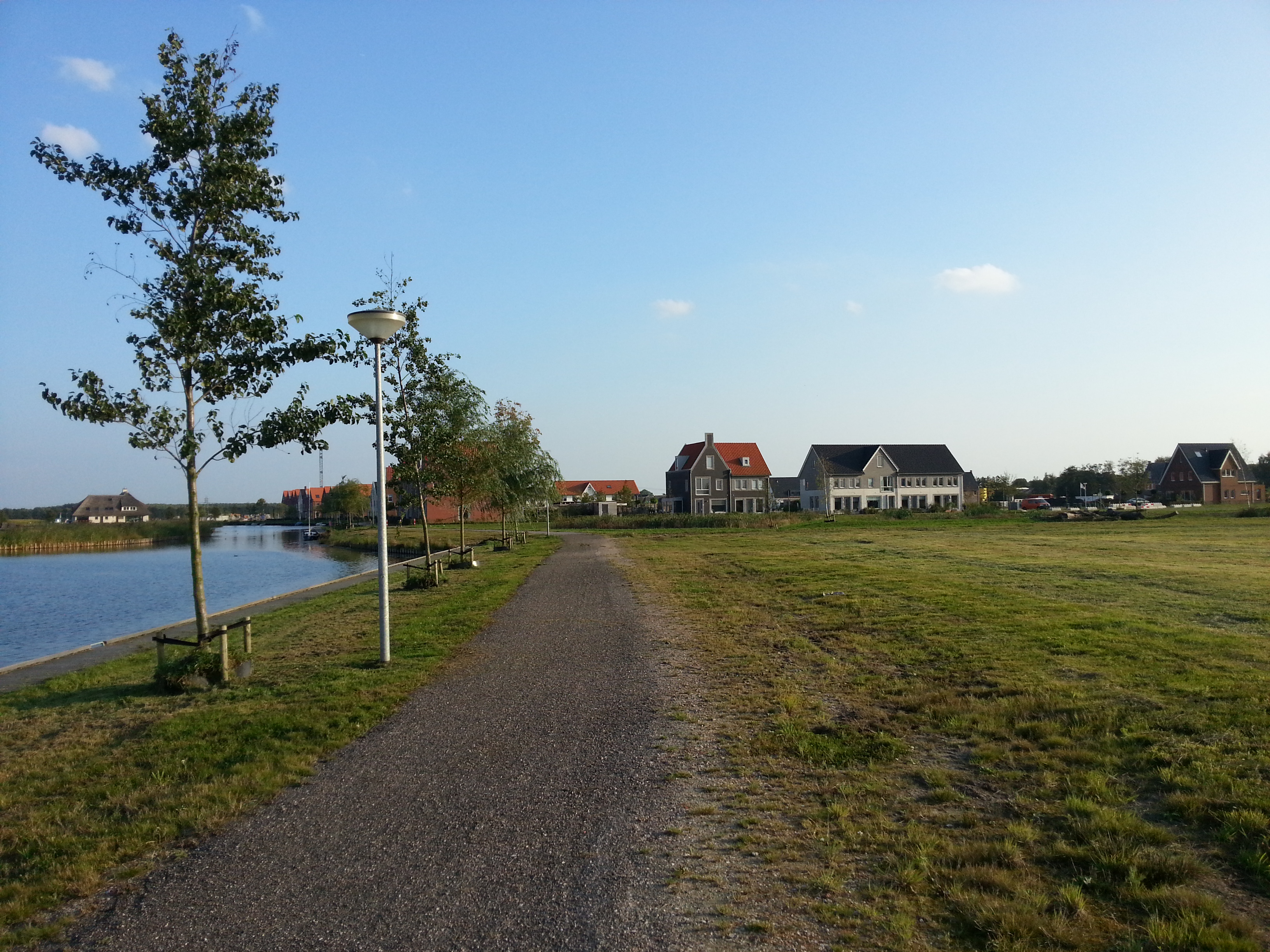
Een grindpad langs een van de meren richting Meeroevers.

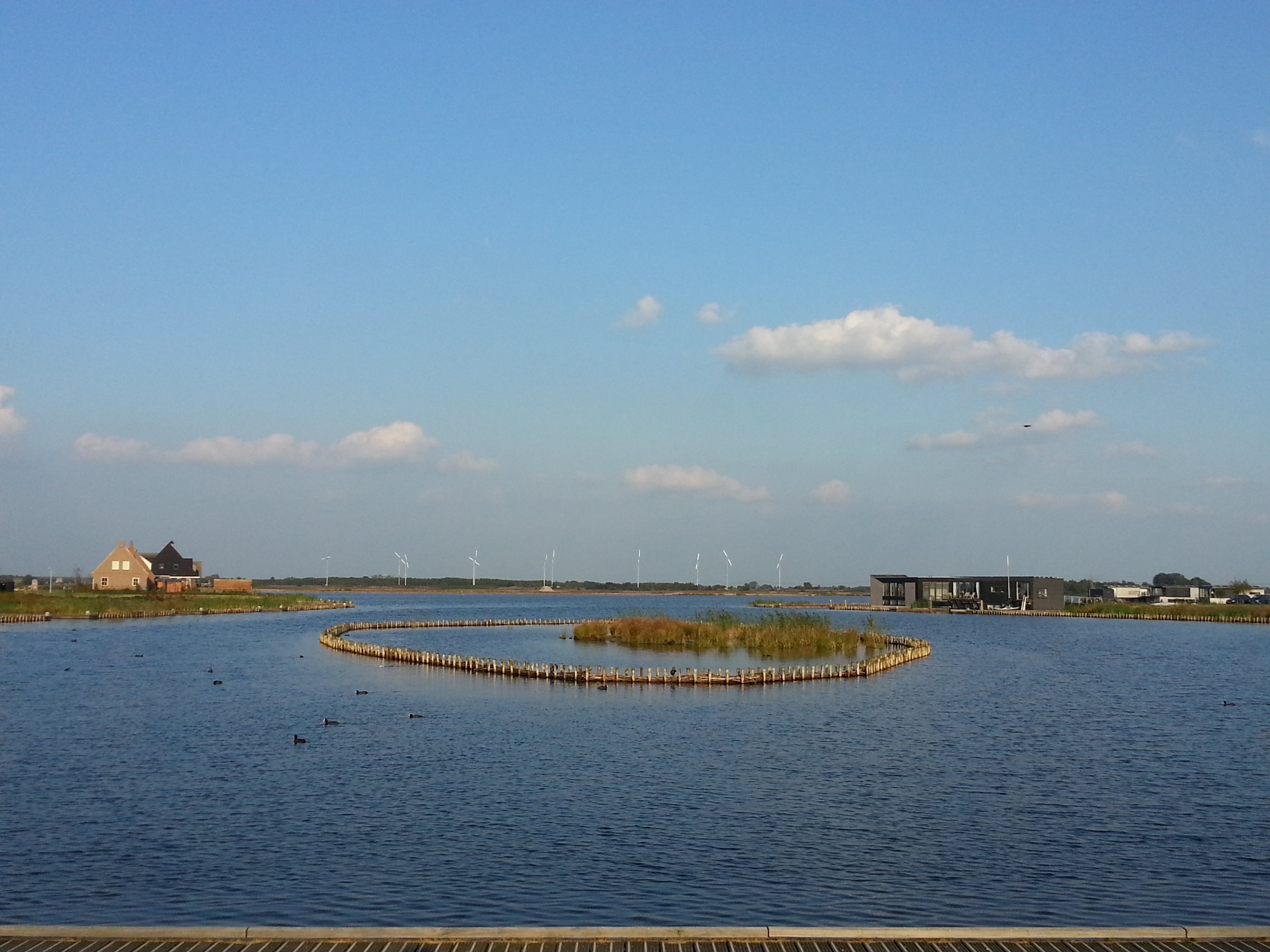
Woningen aan het meer tussen de Driemerenweg en Meeroevers.

Meerstad is een woonkern in het oosten van de gemeente Groningen met 3.515 inwoners (2023). De naam verwijst naar de combinatie van meer en stad, maar ook naar de vier MEER-dorpen in dit gebied: Middelbert, Engelbert, Euvelgunne en Roodehaan die volgens de plannen deel van Meerstad uitmaken. Aan noordwestzijde van het Meerstad is het gelijknamige Park Meerstad aangelegd.

## Bevolking
Het plangebied Meerstad bestaat uit de volgende delen:
| Wijk/Kern    | 2018  | 2019  | 2020  | 2021  | 2022  | 2023  | 2024* |
| ------------ | ----- | ----- | ----- | ----- | ----- | ----- | ----- |
| Meeroevers   | 815   | 1.130 | 1.305 | 1.465 | 1.595 | 1.629 | 1.827 |
| Harkstede GN | 220   | 230   | 220   | 210   | 205   |       |       |
| Lageland GN  | 105   | 105   | 80    | 80    | 75    |       |       |
| Tersluis     | 25    | 40    | 415   | 830   | 990   | 1.134 | 1.179 |
| De Zeilen    | 2     | 3     | 3     | 5     | 100   | 253   | 575   |
| Groenewei    |       |       |       |       |       | 451   | 649   |
| Totaal       | 1.170 | 1.505 | 2.025 | 2.595 | 3.065 | 3.467 | 4.230 |

* Bijgewerkt tot 1 oktober 2024

## Project
Het plan werd oorspronkelijk aangelegd op basis van een Gemeenschappelijke Regeling met de gemeente Slochteren, maar doordat het plan eigenlijk een maatje te groot was voor deze gemeente werd het hele gebied op 1 januari 2017 overgedragen aan de gemeente Groningen.
Volgens de oorspronkelijke plannen zouden 9100 woningen moeten worden gebouwd op een oppervlakte ter grootte van de stad Groningen. In dit project wordt het stuk landbouwgrond tussen Groningen, Engelbert en Harkstede deels onder water gezet. De huizen en boerderijen die hier staan en stonden worden mondjesmaat opgekocht en gesloopt om ruim baan te geven aan het water. Hierbij wordt naast een nieuwe woonwijk ook ruimte voor natuur ingepland. Het is qua opzet vergelijkbaar met het Blauwestad-project in Oost-Groningen, maar de voorzieningen worden pas aangelegd waar en wanneer ze nodig zijn, niet al van tevoren in het hele plangebied. Dit moet meer flexibiliteit bieden in geval van tegenslagen. Enkele motieven voor het aanleggen van Meerstad zijn de behoefte aan meer woongelegenheid en nieuwe natuurgebieden, het concurreren met het Friese merengebied betreffende de watersport, het bergen van overtollig grond- en regenwater en concurrentie met het Blauwestad-project, waarvoor soortgelijke motieven golden.

## Problemen
Het Meerstadplan was omstreden omdat de exploitatie ernstig tegenviel. De planning was gebaseerd op een verkoopprognose van 600 woningen per jaar. Zelfs de schatting van 150 woningen in 2010, oplopend tot 600 in 2016, bleek te positief. De planning was oorspronkelijk om Meerstad in 2025 op te leveren. Nieuwe schattingen gingen uit van 2035 of 2040. Meerstad kostte de gemeente Groningen ongeveer 1 miljoen euro aan rente per maand.
Op 22 december 2011 maakte de Groninger wethouder Frank de Vries bekend, dat het verlies was opgelopen tot 60 miljoen euro. Het project Meerstad werd daarom nog verder afgeslankt. Het woningvolume werd teruggebracht van 9100 naar 6500. De vier deelnemende bouwbedrijven trokken zich terug uit de exploitatiemaatschappij. Zij beperken zich tot de bouw en verkoop van woningen. Volgens De Vries zou de gemeente Groningen, die als enige verder ging met de grondexploitatie van Meerstad, daardoor slagvaardiger kunnen opereren. Van het verlies kwam 40 miljoen voor rekening van de gemeente Groningen, die daarbovenop nog 52.5 miljoen reserveerde voor eventuele nieuwe tegenvallers. Voor de resterende 20 miljoen stonden de overige partijen garant, waaronder de gemeente Slochteren en de provincie Groningen. De gemeente Slochteren bleef voor de duur van de Gemeenschappelijke Regeling (tot 1 januari 2017) bestuurlijk en financieel verantwoordelijk voor de aanleg en het onderhoud van publieke voorzieningen, scholen en infrastructuur in het gebied.